# Dương Quảng Hàm
Dương Quảng Hàm (Hán tự: 楊廣涵), tự Hải Lượng (海量), là nhà nghiên cứu văn học, nhà giáo dục Việt Nam.
Tác phẩm Việt Nam văn học sử yếu, do ông dày công biên soạn, được xem là cuốn văn học sử phổ thông bằng chữ quốc ngữ đầu tiên của Việt Nam.

## Tiểu sử và sự nghiệp
Dương Quảng Hàm sinh ngày 14 tháng 7 năm 1898 trong một gia đình có truyền thống nho học tại làng Phú Thị, tổng Mễ Sở, huyện Đông An, phủ Khoái Châu, tỉnh Hưng Yên (nay thuộc xã Mễ Sở, huyện Văn Giang, tỉnh Hưng Yên. Cụ nội là Dương Duy Thanh (1804 – 1861), từng làm Đốc học Hà Nội. Cha của ông là Dương Trọng Phổ, anh cả là Dương Bá Trạc, một trong những người sáng lập trường Đông Kinh Nghĩa Thục, trường học cách mạng đầu tiên của thành phố Hà Nội. Em là Dương Tự Quán, đều là những danh sĩ có tiếng đương thời.
Thuở nhỏ ông học chữ Nho, sau ra Hà Nội học chữ quốc ngữ. Năm 1920, tốt nghiệp thủ khoa trường cao đẳng Sư phạm Đông Dương. Từ năm 1920 đến 1946, ông làm giáo viên trường Bưởi (tức trường trung học bảo hộ, tiền thân của trường Chu Văn An ngày nay). Sau thành công của Cách mạng tháng Tám năm 1945, ông được bổ nhiệm làm Tổng Thanh tra Trung học (đến 26/11/1946, được thay bởi Nguyễn Văn Hiểu), rồi làm Hiệu trưởng của trường Bưởi.
Trong hơn 20 năm (1920–1945), ông đã làm việc không mệt mỏi, vừa giảng dạy, vừa viết sách giáo khoa văn học và sử học cho nhà trường từ bậc tiểu học đến bậc trung học, vừa bằng tiếng Pháp vừa bằng tiếng Việt. Hai cuốn sách có giá trị nghiên cứu nhất của ông là Việt Nam văn học sử yếu (1941), Việt Nam thi văn hợp tuyển (1942). Riêng tác phẩm Việt Nam văn học sử yếu được Bộ Quốc gia Giáo dục Việt Nam Cộng hòa chính thức dùng làm sách giáo khoa chương trình lớp Đệ Tam (tức là lớp 10) trong nhiều năm liền.

### Hy sinh
Cuối năm 1946, trước tình hình Toàn quốc kháng chiến sắp sửa nổ ra, theo chủ trương của Chính phủ, người Hà Nội tản cư về các vùng quê. Căn nhà của Giáo sư Hàm được đục tường, thông với các nhà bên cạnh thành một lối đi cho dân quân, tự vệ luồn qua đánh du kích. Ngày 19 tháng 12, vợ chồng giáo sư Hàm được dân quân tự vệ dẫn đường, con gái thứ 2 là Dương Thị Thoa (Lê Thi) đang tham gia đội tự vệ, mang cơm tiếp tế cho dân, đã gặp vợ chồng Dương Quảng Hàm trong chớp nhoáng, chỉ kịp đưa hai nắm cơm rồi dặn: "Cậu, mợ (cách gọi cha mẹ của nhân vật) ở lại đây, sẽ có tự vệ đưa ra khỏi thành phố". Đội dân quân tự vệ có chủ trương: Đàn bà đi trước, đàn ông đi sau. Giáo sư Hàm động viên vợ: "Mình yên tâm, ta gặp nhau ở quê". Nào ngờ, đó là giây phút cuối bà nghe tiếng nói của chồng.
Bà Trần Thị Vân vượt qua con đường nguy hiểm, luồn dưới gầm cầu Long Biên đến khu vực an toàn rồi đi đò qua bên kia sông Hồng, thẳng hướng quê nhà Phú Thị (Hưng Yên). Nhưng mãi vẫn không thấy chồng đến. Sau đó, gia đình được thông báo "Trên đường đi, cụ Hàm bị địch phục kích và ngã xuống làn đạn của giặc Pháp". Mãi sau này, bà Vân vẫn cố gắng dò la nhưng thông tin về chồng vẫn bặt vô âm tín. Đến ngày giải phóng Thủ đô, 10/10/1954, bà mới tin là chồng mình đã chết và quyết định lấy ngày 19/12/1946 làm ngày giỗ chồng (thực tế ông hy sinh ngày 23/12/1946). Đến nay xác ông Hàm vẫn chưa được tìm thấy và cái chết của ông Hàm vẫn còn là một bí ẩn.
Dương Quảng Hàm hy sinh khi còn đang tại chức vào 23 tháng 12 năm 1946 tại Hà Nội trong những ngày đầu toàn quốc kháng chiến, khi mới 48 tuổi. Theo bà Lê Thi, thì sau ngày 2 tháng 9 năm 1945, nhà giáo Dương Quảng Hàm được Việt Minh giao làm Hiệu trưởng Trường Bưởi. Tuy nhiên, đến 19 tháng 12 năm 1946 ông bị địch Pháp phục kích vây bắn và hy sinh. Bà buồn rầu kể: "Khi Pháp đàn áp rất ác liệt, cả nhà tôi bảo bố trốn đi, không ở nội thành nữa nhưng ông nhất quyết không đi với lý do chưa nhận được chỉ thị của cấp trên. Bố tôi bị địch Pháp bắt và đem đi bắn chết ở đâu cũng không biết, đến nay gia đình tôi vẫn chưa tìm thấy xác của cụ".

## Đời tư
Vợ ông là bà Trần Thị Vân và hai người có với nhau tám người con, 4 người con gái và 4 người con trai.
Cuộc hôn nhân của giáo sư Dương Quảng Hàm với bà Trần Thị Vân khá đặc biệt. Nó xuất phát từ sự hòa giải của hai dòng họ cùng đỗ đạt trong làng Phú Thị, Mễ Sở, Hưng Yên khi các tập tục phong kiến còn đang ngự trị. Đó là dòng họ Dương và dòng họ Trần. Lúc đó, cụ Tú (bố đẻ của bà Trần Thị Vân) đang giữ chức Tiên chỉ, chức vụ danh dự đứng đầu làng. Nhưng anh cả của giáo sư Dương Quảng Hàm là Dương Bá Trạc, con cụ khóa Dương Trọng Phổ, sau đó lại đỗ cử nhân (cao hơn tú tài). Cả làng lấy đó làm vinh dự nên cấp đất, sửa đường, dựng cổng đón tiếp ông lúc vinh quy. Trong họ Dương lúc đó có người muốn đòi chức Tiên chỉ cho ông Dương Bá Trạc, thậm chí gây gổ trở thành hiềm khích giữa hai họ Dương và Trần. Nhưng Dương Bá Trạc chẳng thiết gì cái chức vụ phong kiến. Ông bỏ ra Hà Nội tham gia thành lập Đông Kinh Nghĩa Thục dạy học, tuyên truyền lòng yêu nước chống Pháp. Ở quê nhà, cụ Dương Trọng Phổ dẹp sự hiềm khích giữa hai họ bằng cách "xin con gái nhà họ Trần về làm dâu nhà họ Dương". Thế là có cuộc hứa hôn giữa chị gái của cụ bà Trần Thị Vân với người anh thứ tư của giáo sư Dương Quảng Hàm. Nhưng chưa kịp tổ chức cưới thì chị gái Trần Thị Vân mắc bệnh rồi mất. Thế là "duyên chị buộc vào duyên em".
Cụ khóa Dương Trọng Phổ hỏi cưới Trần Thị Vân cho con trai thứ năm là Dương Quảng Hàm. Trần Thị Vân khi đó lớn hơn 2 tuổi nhưng các cụ cho là rất hợp, bởi vì xưa đã có câu "gái hơn hai, trai hơn một".
Sau ngày cưới, Trần Thị Vân sang làm dâu nhà họ Dương. Suốt gần 7 năm khi người chồng Dương Quảng Hàm học ở Hà Nội, Trần Thị Vân ở quê cùng bố mẹ chồng và tiếp tục buôn bán ở chợ Mễ. Trần Thị Vân chuyên buôn vải nâu từ Mễ lên Hà Nội. Sau khi Dương Quảng Hàm tốt nghiệp Cao đẳng Sư phạm và được bổ nhiệm về dạy ở trường Bưởi, Trần Thị Vân mới ra Hà Nội ở cùng. Khi đó Dương Quảng Hàm 22 tuổi, còn Trần Thị Vân sang tuổi 24.
Trong ký ức những người con của giáo sư Dương Quảng Hàm, cụ bà Trần Thị Vân vừa lo buôn bán kiếm tiền, vừa lo mọi việc lớn nhỏ trong gia đình nên đôi khi khá nóng tính nhưng đối với chồng, bà luôn nể trọng, nghe theo ý kiến của chồng, nhất là trong việc dạy dỗ con cái.
Noi gương người cha, tám người con của vợ chồng giáo sư Dương Quảng Hàm đều là những trí thức đi theo cách mạng, nối tiếp truyền thống gia đình, đều cố gắng học tập, nghiên cứu và đóng góp cho xã hội như:
- Con trai cả – Dương Bá Bành là lớp bác sĩ y khoa đầu tiên tốt nghiệp Y khoa Đại học trong thời kỳ Việt Nam Dân chủ Cộng hòa, được đích thân Hồ Chí Minh trao bằng tốt nghiệp.
- Con gái thứ – Dương Thị Ngân là phát thanh viên đầu tiên của Đài Tiếng nói Việt Nam, người đọc Lời kêu gọi toàn quốc kháng chiến của Hồ Chí Minh.
- Người con thứ 3 – Giáo sư, Nhà giáo Nhân dân, Anh hùng lao động Dương Trọng Bái, nguyên Hiệu trưởng Trường Đại học Sư phạm Hà Nội, là người biên soạn bộ sách giáo khoa Vật lý đầu tiên cho cấp Trung học phổ thông.
- Người con thứ 4 – Giáo sư, tiến sĩ triết học, nguyên Viện trưởng Viện Triết học (nay thuộc Viện Hàn lâm Khoa học xã hội Việt Nam) Dương Thị Thoa (Lê Thi), là người phụ nữ cứu quốc tiêu biểu được lên kéo cờ đỏ sao vàng trong ngày Chủ tịch Hồ Chí Minh đọc Tuyên ngôn độc lập khai sinh nước Việt Nam Dân chủ Cộng hòa.
- Người con thứ 5 - Dương Hồng, từng tham gia hoạt động bí mật, do bị lộ nên phải đi dạy học, là giáo viên môn Sinh học, từng biên dịch, biên soạn, vẽ minh họa nhiều công trình Sinh học.
- Người con thứ 6 – Dương Thị Duyên, nguyên Ủy viên Thường trực Hội Liên hiệp Phụ nữ Việt Nam, là phóng viên nữ Thông tấn xã Việt Nam đầu tiên đi cùng phái đoàn Việt Nam tham gia đàm phán tại Hội nghị Paris năm 1973.[9]
- Người con thứ 7 – Giáo sư, bác sĩ Dương Thị Cương, nguyên Viện trưởng Viện Bảo vệ bà mẹ và trẻ sơ sinh (nay là Bệnh viện Phụ sản Trung ương), Chủ nhiệm bộ môn Phụ sản – Trường Đại học Y Hà Nội, Chủ tịch Hội Sản phụ khoa và Kế hoạch hóa gia đình Việt Nam, là người đầu tiên được Giải thưởng Kovalevskaya năm 1999.
- Người con út – Dương Tự Minh, Phó Ban liên lạc các chiến sĩ cách mạng bị địch bắt tù đày tại Hỏa Lò. Hiện trong bảo tàng nhà tù Hỏa Lò vẫn còn lưu giữ số tù VN2017 của Dương Tự Minh.[5][7]

## Tác phẩm

### Việt Nam văn học sử yếu

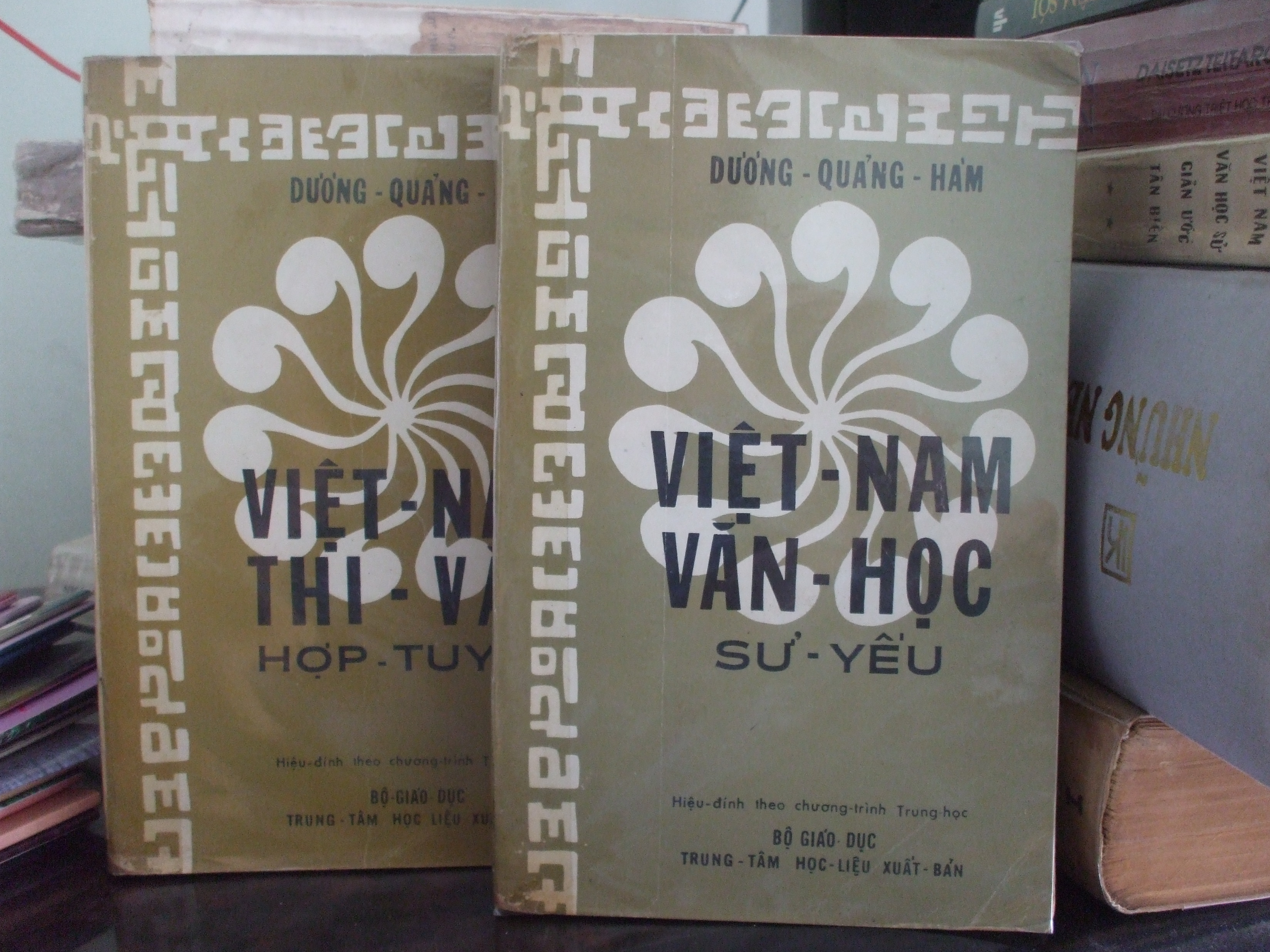
Việt Nam Văn học sử yếu và Việt Nam thi văn hợp tuyển, xuất bản tại Sài Gòn vào năm 1968

Đây là một bộ sách giáo khoa văn học Việt Nam. Không kể những đề mục phụ, như: Biên tập đại ý , Những chữ viết tắt, Tổng kết, Biểu liệt kê, Mục lục...; Việt Nam văn học sử yếu gồm 48 chương trong đó có nhiều phần có giá trị, như: Văn chương bình dân, Ảnh hưởng của nước Tàu, Các chế độ việc học, việc thi, Ảnh hưởng của nước Pháp, Vấn đề ngôn ngữ văn tự v.v...
Tác giả đã dành nhiều công sức để giới thiệu khái quát nền văn học Việt. Cuối sách còn có Biểu liệt kê các tác gia và tác phẩm, Bảng kê tên theo vần chữ cái các tác gia, tác phẩm có nói trong sách, khá tỉ mỉ và chu đáo.

Trần Hữu Tá nhận xét về sách:
| “ | Phương pháp nghiên cứu tuy chưa thật khoa học, nhưng vấn đề đặt ra được giải quyết rành mạch, thỏa đáng. Tư liệu tập hợp khá phong phú và chính xác. Công trình này đã góp phần tích cực vào việc phát hiện và bảo tồn những văn hóa của dân tộc Việt..... | ” |

Hữu Ngọc đánh giá:
| “ | Cấu trúc tác phẩm này rất logic và sáng sủa. Việc xử lý tư liệu rất khoa học, bố cục chặt chẽ, lập luận vững chắc. Dựa vào văn bản: lời văn trong sáng, khúc chiết và giản dị(khác hẳn lối văn biền ngẫu, dài dòng của các thế hệ nho gia trước), chứng tỏ Dương Quảng Hàm là một nho sĩ đã nắm được phương pháp của môn lịch sử văn học hiện đại... Đặc biệt, ông rất chú ý những đặc sắc của ta (thể loại, thi pháp, nhất là ngôn ngữ, văn thơ, văn nôm...). Trong từng thời kỳ lịch sử (từ Lê Mạc), ông luôn trình bày cả văn chương Hán và Nôm. Mấy chương về văn học cận - hiện đại thể hiện tinh thần rất cởi mở. Chỉ có hai nhược điểm: 1/ Tác giả không phân tích kĩ lưỡng ảnh hưởng cụ thể của một số nhà văn, triết gia Pháp, như đã làm trong phần ảnh hưởng của Trung Quốc. 2/ Tác giả không nói đến ảnh hưởng của các nhà văn tiên tiến như Lỗ Tấn, Macxim Gorki và không nói gì đến văn học chống thực dân và văn học cách mạng, cộng sản. Điều này dĩ nhiên vì sách viết dưới chế độ kiểm duyệt thực dân... | ” |

### Khác
Ngoài ra, ông còn biên soạn các cuốn:
- Lectures littéraires sur L' Indochine (Bài tuyển văn học về Đông Dương, biên soạn cùng với Pujarnicle)
- Quốc văn trích diễm (1925)
- Tập bài thi bằng sơ học yếu lược (1927, soạn chung với Dương Tự Quán),
- Những bài lịch sử Việt Nam (1927)
- Văn học Việt Nam (1939)
- Việt văn giáo khoa thư (1940)
- Lý Văn Phức – tiểu sử và văn chương (viết xong khoảng năm 1945)

Và rất nhiều bài báo tiếng Việt, tiếng Pháp đăng trên các báo Nam Phong, Hữu Thanh, Tri Tân và báo của người Pháp...

## Ghi công
Hậu thế đã đánh giá về sự nghiệp trước tác của Dương Quảng Hàm là:
- Người thầy xuất sắc đã đào tạo hàng nghìn học trò trong một phần tư thế kỷ.
- Nhà nghiên cứu văn học đã đặt nền móng cho môn lịch sử văn học, văn học so sánh ở Việt Nam; và là người khởi xướng chương trình quốc học cho nền giáo dục hiện đại.
- Về nhân cách, ông là "một nho sĩ yêu nước, một nhà mô phạm từ cách ăn mặc, nói năng đến mối quan hệ thầy trò, nhất nhất đều theo quan niệm chữ Lễ của Khổng học" ...

Để ghi nhớ công ơn, ngày 14 tháng 7 năm 1993, Bộ Giáo dục và Đào tạo, Trung tâm khoa học xã hội và Nhân văn quốc gia, Viện Khoa học giáo dục và Viện Văn học đã tổ chức lễ kỷ niệm và hội thảo khoa học về Dương Quảng Hàm nhân 95 năm ngày sinh của ông.
Hiện nay tại tỉnh Hưng Yên, thủ đô Hà Nội, Thành phố Hồ Chí Minh đều có đường phố mang tên Dương Quảng Hàm .
Tại huyện Văn Giang (Hưng Yên) quê hương của Dương Quảng Hàm có một ngôi trường Trung học phổ thông mang tên THPT Dương Quảng Hàm (thành lập năm 2001).